# Rukam (Kumpeh)
Rukam is een bestuurslaag in het regentschap Muaro Jambi van de provincie Jambi, Indonesië. Rukam telt 1264 inwoners (volkstelling 2010).